# La Caseta del Permanyer
La Caseta del Permanyer és un edifici de Sant Bartomeu del Grau (Osona) inclòs a l'Inventari del Patrimoni Arquitectònic de Catalunya.

## Descripció
Es tracta d'un edifici de dues plantes construït amb murs de pedra, actualment arrebossats. Fruit de diverses construccions, l'actual estructura de la casa és irregular, tant pel que fa a la planta com pel que fa al vessant de les teulades. La part esquerra de la façana conserva una de les antigues vessants de la teulada mentre que la part dreta, que es va fer més ample en una remodelació, és més pla.

## Història
Segons consta a l'Ajuntament de Sant Bartomeu del Grau la caseta del Permanyer, masoveria del Permanter, va ser construïda l'any 1888.